# 岩見沢警察署
岩見沢警察署（いわみざわけいさつしょ）は、北海道警察本部が管轄する札幌方面の警察署の一つである。

## 管轄地域
- 岩見沢市
- 三笠市
- 樺戸郡の内　月形町

## 沿革
- 1887年5月 札幌警察署（現・札幌中央警察署）岩見沢分署として設置。
- 1896年6月 岩見沢警察署に昇格。
- 1948年3月 警察法施行で国家地方警察岩見沢地区警察署と岩見沢市、栗沢町（現・岩見沢市）の三署に分離。
- 1952年6月 栗沢警察署が廃止され、岩見沢地区警察署に併合。
- 1954年7月 警察法の全部改正により岩見沢地区警察署、岩見沢市警察署が廃止され、岩見沢警察署が発足。
- 2017年4月 三笠警察署を統合[1]。三笠市を管轄に加える。

## 組織
- 署長（警視）
- 副署長（警視）
  - 警務課（警務係、犯罪被害者支援係、相談係、管理係）
  - 会計課（会計係）
- 刑事・生活安全官　
  - 刑事第一課（指導係、強行犯係、盗犯係、鑑識係）
  - 刑事第ニ課（知能犯係、組織犯罪対策係、薬物銃器対策係）
  - 生活安全課（生活安全係、少年係、生活経済・保安係、許可係）
- 地域・交通官
  - 地域課（企画係、実務指導係、地域係、自動車警ら係）　
  - 交通課（企画・規制係、指導係、捜査係）
- 警備課（公安係、外事係、警備係）

## 交番・駐在所
括弧内は所在地を表す。

### 岩見沢市
- 駅前交番（岩見沢市1条西5丁目8-3）
- 東光交番（岩見沢市5条東13丁目9-16）
- 美園交番（岩見沢市美園5条4丁目2-1）
- 上志文駐在所（岩見沢市上志文48-8）
- 上幌向駐在所（岩見沢市上幌向南1条2丁目1247-3）
- 北村駐在所（岩見沢市北村赤川512-3）
- 栗沢駐在所（岩見沢市栗沢町東本町3-1）
- 桜木駐在所（岩見沢市桜木1条6丁目2－20）
- 志文駐在所（岩見沢市志文324-2）
- 東駐在所（岩見沢市東町1条8丁目1363-9）
- 幌向駐在所（岩見沢市幌向南1条3丁目336-1）
- 美流渡駐在所（岩見沢市栗沢町美流渡本町50-2）
- 宮下連絡所（岩見沢市12条東1丁目13-5） - 2007年3月31日をもって廃止された宮下交番を連絡所として使用。

### 三笠市
- 三笠警察庁舎（三笠市幸町4） - 旧・三笠警察署
- 幾春別駐在所（三笠市幾春別滝見319-8）
- 岡山駐在所（三笠市岡山54-19）
- 唐松駐在所（三笠市唐松栄町1-180-1）
- 幌内駐在所（三笠市幌内住吉1-1）
- 弥生駐在所（三笠市弥生橘72-8）

### 月形町
- 月形駐在所（樺戸郡月形町月形1468-19）
- 札比内駐在所（樺戸郡月形町札比内1001-21）

## 補足
- 2011年3月、各課を統合し課長に警視を充てその下に警部の統括官を配置。
- 2012年より各課の統括官を課長代理に改称した。
- 2013年より各課の課長を警部にあて、各課を統括するため管理官級ポストを新設し警視をあてた。

## 周辺
- 岩見沢市立南小学校
- 岩見沢市温水プール